# Jozef Lambrecht
Ivo Jozef Lambrecht (Sint-Eloois-Vijve, 3 april 1913 - Kortrijk,3 oktober 1996) was een Belgisch politicus voor de CVP. Van 1959 tot 1982 was hij burgemeester van Kortrijk.

## Loopbaan
Jozef Lambrecht zag het levenslicht op 3 april 1913 in Sint-Eloois-Vijve. Hij werd geboren in een werkersgezin als zevende van negen kinderen. Als jonge arbeider kwam hij vrij snel in de ban van Cardijns ideeën en van de KAJ organisatie. Zijn sociale taak verplaatste hem in 1935 naar de Zuid-West-Vlaamse stad Kortrijk waar hij vanaf 1935 tewerkgesteld was in de arrondissementele afdeling van de organisatie van het KAJ. In 1939 werd hij secretaris van het Algemeen Christelijk Werknemersverbond van Kortrijk.
Vanaf 1950 ving zijn politieke loopbaan aan. Vooreerst werd hij schepen van openbare werken (tot 1953) van de stad Kortrijk en vervolgens schepen van burgerlijke stand en bevolking (1953-1958). Zijn politieke carrière eindigde met het burgemeestersambt van de stad Kortrijk, en dit over de vrij lange periode van 1959 tot eind 1982, op een ogenblik dat de stad tal van ingrijpende transformaties kende.  In 1985 publiceerde hij zijn memoires onder de titel "50 jaar sociaal & politiek engagement".

## Divers
In 2007 werd een nieuwe laan die onderdeel uitmaakt van de Kortrijkse westelijke stadsring (de R36) naar hem vernoemd: de Burgemeester Lambrechtlaan. Deze loopt van het kruispunt Appel naar het Guldensporenstadion, nabij de Meense Poort.